# Binaire gamma
Un(e) binaire gamma (en anglais gamma-ray binary) est un système binaire peu répandu constitué d'une étoile massive et d'un objet compact. Un tel système se différencie des binaires X par une forte émissivité dans le domaine gamma.

## Historique
La première binaire gamma détectée en dehors de la Voie lactée est LMC P3, dans le Petit Nuage de Magellan.

## Binaires gamma détectées
| Système           | Période orbitale (jours) |
| ----------------- | ------------------------ |
| PSR B1259-63      | 1 236,724 32(2)          |
| LS 5039           | 3,906 03(8)              |
| LS I +61°303      | 26,496(3)                |
| HESS J0632+057    | 315(5)                   |
| 1FGL J1018.6-5856 | 16,58(2)                 |
| LMC P3            | 10,3                     |